# Color Caramelo (colorante)

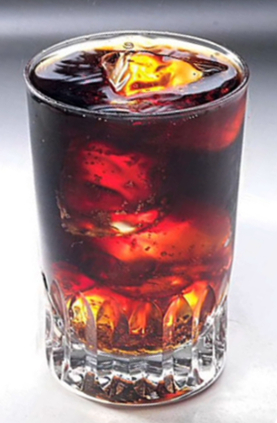
Las bebidas suponen el 75% de la demanda de colorante color caramelo

El «Color Caramelo» o colorante «Color Caramelo» es un colorante alimentario soluble en agua. Se produce mediante el tratamiento térmico de carbohidratos, generalmente, en presencia de ácidos, álcalis, o sales, en un proceso llamado caramelización. Su oxidación es mayor que el dulce de caramelo y tiene un olor a azúcar quemada y un sabor algo amargo. Su color varía desde un amarillo pálido hasta un ámbar oscuro marrón (ver Color, abajo).
El color caramelo es uno de los colorantes alimenticios más antiguos y mayormente utilizados. Se encuentra en casi todo tipo alimentos comercializados, tales como: rebozados, cerveza, pan integral, bollos, chocolates, galletas y pastillas para la tos Adicionalmente se utiliza en la producción de licores y bebidas alcohólicas, tales como aguardiente, ron y whisky. Así como harina con sabor a chocolate utilizada en la confitería, revestimientos, cremas, decoraciones, rellenos y cubiertas, papas fritas, mezclas para preparar postres, buñuelos, así como en la preparación de diferentes aderezos usados en pescados y mariscos. Postres congelados, mermeladas, tabletas de glucosa, espesante para salsas, helado, pepinillos, salsas y aderezos, bebidas no alcohólicas (especialmente colas), dulces, vinagre, y más. El color caramelo ha sido ampliamente aprobado a nivel mundial para uso en los alimentos. Sin embargo, las restricciones en cuanto a la aplicación y nivel de uso, varían según el país.

## Producción

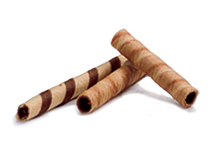
Galletas con Relleno que contienen color caramelo son comunes en Grecia, Indonesia y otros países alrededor del mundo

El color caramelo es fabricado a través de un tratamiento térmico de carbohidratos, ya sea solo o en presencia de ácidos, álcalis, y/o sales. El caramelo se produce a partir de edulcorantes nutritivos disponibles comercialmente, los cuales consisten de: fructosa, dextrosa (glucosa), azúcar invertido, sacarosa, jarabe de malta, melaza, hidrolizados de almidón y sus fracciones. Los ácidos que pueden ser utilizados son sulfúrico, sulfuroso, fosfórico, acético y ácido cítricos; los álcalis son hidróxidos de amonio, sodio, potasio y calcio. En cuanto a las sales, estas pueden ser carbonatos de: amónico, sodio y potasio, bicarbonato, fosfato (incluyendo mono y dibásico), sulfato y bisulfito. Antiespumantes, tales como ésteres de poli glicerol de ácidos grasos, pueden ser utilizarse como coadyuvantes durante la fabricación. Su color oscila entre el amarillo pálido a ámbar a castaño oscuro.
Las moléculas de color caramelo pueden llevar una carga positiva o una carga negativa, dependiendo de los reactivos utilizados en su fabricación. Problemas de precipitaciones, floculación, o migración pueden ser eliminados mediante el uso de un caramelo fabricado con la adecuada carga necesaria dependiendo del uso previsto.

## Clasificación
A nivel internacional, el Comité Mixto FAO/OMS de Expertos en Aditivos Alimentarios (JECFA) reconoce cuatro tipos de color caramelo, los cuales difieren dependiendo de los reactivos utilizados durante su fabricación. Cada uno con su propia INS y Número E, que figuran en la tabla de siguiente.
| Clase | INS No. | número E | descripción                                                                             | Las restricciones a la preparación                                                         | Se utiliza en                             |
| ----- | ------- | -------- | --------------------------------------------------------------------------------------- | ------------------------------------------------------------------------------------------ | ----------------------------------------- |
| I     | 150a    | E150a    | Caramelo simple, caramelo cáustico, caramelo para licores                               | No pueden utilizarse compuestos de amonio o sulfito                                        | Whisky entre otros                        |
| II    | 150b    | E150b    | Caramelo cáustico de sulfito                                                            | Puede ser utilizado en presencia de compuestos de sulfito, pero no en compuestos de amonio | Coñac, jerez y algunos vinagres           |
| III   | 150c    | E150c    | El caramelo amónico, caramelo de panadería, caramelo de confitería, caramelo de cerveza | Se pueden utilizar en la presencia de compuestos de amonio, pero no compuestos de sulfito  | Cerveza, salsas y productos de confitería |
| IV    | 150d    | E150d    | Caramelo sulfito de amoníaco, caramelo a prueba de ácidos, caramelo de bebidas gaseosas | En presencia tanto de compuestos de sulfito y amonio                                       | Ambientes ácidos, como los refrescos      |

## Color
Intensidad de color (Poder tintóreo) se define como la absorbencia de un 1 mg/ml (0,1%) solución (peso/volumen) en agua, medido mediante una longitud de 1 cm de luz en una longitud de onda de 610 nanómetros (o 560 nm por el poder tintóreo). En este caso, A es sinónimo de absorbancia y TS significa sólidos totales.
Intensidad color {\displaystyle ={\frac {A*100}{TS}}}
El tono de color del color caramelo también es importante. Esto se define por el Linner Hue Índice, el cual es la medida de la tonalidad de color o características rojas del color caramelo. Es una función de la absorbancia de la luz de longitudes de onda 510 y 610 nm. En general, en cuanto mayor sea la potencia tintorial, K0.56, menor será el índice de Hue y los tonos rojos.
Varios otros índices son utilizados en todo el mundo y hay factores de conversión entre ellos.

## Uso adicional
El color caramelo es un coloide. Aunque la función primaria de color caramelo es colorear, también sirve para otras funciones adicionales. En refrescos por ejemplo, funciona como una emulsión para ayudar a inhibir la formación de ciertos tipos de "flóculos" y su calidad de protección de luz puede ayudar a prevenir la oxidación de los componentes aromatizantes en bebidas embotelladas.

## Toxicología
A nivel internacional, el JECFA de la OMS/FAO ha establecido la Ingesta Diaria Admisible (ADI) de color caramelo Clase I como "no especifica", el de Clase II, 0-160 mg/kg peso corporal; Clase III como 0-200 mg/kg peso corporal; y Clase IV como 0-200 mg/kg peso corporal.
La Administración de Alimentos y Medicamentos (FDA) de los EE. UU. clasifica y regula el color caramelo en su Title 21 CFR 73.85 como un aditivo de color generalmente reconocido como seguro (GRAS) exentos de certificación. A menos que un alimento tenga un estándar de identidad, el color caramelo puede ser utilizado con seguridad en los alimentos generalmente a niveles consistentes utilizando en las "buenas prácticas de fabricación" (GMP).
En el 2010, el Programa Internacional sobre Seguridad Química (IPCS), concluyó que el Color Caramelo producido comercialmente, tiene las mismas propiedades toxicológicas que el caramelo producido por la cocción o calentamiento de sacarosa, con excepción de los amoniocales (Clase III y IV). Basados en sus estudios, el IPCS ha concluido que el color caramelo no es carcinógeno ni presenta mutagenicidad. Mientras tanto la FDA y la Autoridad Europea de Seguridad Alimentaria, (EFSA) han encontrado que el color caramelo es seguro para uso en alimentos y bebidas. En su Proposición 65, California ha declarado al 4-metilimidazol, un compuesto que se forma durante la fabricación del color caramelo y lo incluyó en su  Clase III y IV, y lo cual requiere que el Gobernador del Estado publique anualmente una lista de los compuestos químicos “reconocidos por el estado por causar cáncer o toxicidad reproductiva.”
El color caramelo tiene excelente estabilidad microbiológica. Ya que se fabrican bajo condiciones de muy alta temperatura, alta acidez, alta presión y alta gravedad específica, el color caramelo es esencialmente estéril, no fomenta el crecimiento microbiano a menos que se encuentre en una solución diluida.
Cuando se hace reaccionar con sulfitos, el color caramelo puede retener trazas de sulfito después del procesamiento. Sin embargo, es necesario etiquetar aquellos productos alimenticios terminados que contengan niveles de sulfito por encima de 10 ppm [cita requerida].

## Alergias alimentarias
El color caramelo puede derivarse de una variedad de productos que por su origen comúnmente son alérgenos. Estos productos pueden ser tales como la glucosa (a veces derivado de trigo), hidrolizados de almidón (de trigo), jarabe de malta (en general derivada de la cebada), o lactosa (obtenida a partir de la leche). A las personas que padecen sensibilidad o alergias conocidas a ciertos productos alimenticios, se les aconseja evitar los alimentos contengan colorante de caramelo, o primero determinar la fuente del color caramelo antes de consumir el alimento. Los fabricantes de América del Norte y de la Unión Europea en su mayoría utilizan la glucosa derivada del maíz o el trigo para producir el color caramelo, la cual es altamente procesada y se considera el producto final por lo general libre de gluten.